# Marvel vs. Capcom 3: Fate of Two Worlds
Marvel vs. Capcom 3: Fate of Two Worlds (яп. マーヴル VS. カプコン 3 フェイト オブ トゥー ワールド Ма:вуру ба:сасу Капукон Сури: Фэйто обу Цу: Ва:рудо) — компьютерная игра-кроссовер в жанре файтинга, разработанная компанией Capcom совместно со студией Eighting. Является прямым продолжением Marvel vs. Capcom 2: New Age of Heroes и пятой игрой во франшизе Marvel vs. Capcom с участием персонажей Capcom и американских комиксов издательства Marvel Comics. Это первая игра серии, в которой вместо двухмерных спрайтов используются трёхмерные модели героев. Релиз для консолей PlayStation 3 и Xbox 360 состоялся в феврале 2011 года.
В Marvel vs. Capcom 3 игрок формирует команду из трёх персонажей для противостояния с аналогичной командой под управлением ИИ или другого игрока. В игре есть механика командных сражений, перекочевавшая из предыдущих проектов серии, а также новые внутриигровые элементы, добавленные разработчиками с целью сделать её более доступной для новых пользователей. За продюсирование Fate of Two Worlds отвечал Рёта Ниицума, который ранее работал над Tatsunoko vs. Capcom: Ultimate All-Stars; в этом проекте использовалась схожая упрощённая боевая система.
Marvel vs. Capcom 3 получила преимущественно положительные отзывы от различных рецензентов, которые хвалили её игровой процесс и набор персонажей, но в то же время критиковали особенности многопользовательского режима и однообразие механик и игровых режимов. За первый месяц с момента её выхода было продано свыше 2 млн физических и цифровых копий, что привело к коммерческому успеху. Менее чем через год после релиза Capcom анонсировала обновлённую версию под названием Ultimate Marvel vs. Capcom 3, с новыми персонажами, уровнями и механиками; её выход состоялся в ноябре 2011 года. Совокупные продажи обеих версий превысили 4 млн копий. В сентябре 2017 года вышел сиквел игры — Marvel vs. Capcom: Infinite.

## Игровой процесс

Скриншот игрового процесса: в сражении с Рю Дэдпул активирует свой X-Factor, который увеличивает урон, скорость и регенерацию персонажа и его напарников.

Marvel vs. Capcom 3: Fate of Two Worlds — файтинг, в котором игрок сражается с ИИ или другим пользователем, используя персонажей с различными боевыми стилями и специальными атаками. В игру вернулась механика командных сражений из предыдущих проектов серии Marvel vs. Capcom: игрок формирует команду из трёх героев, которых может свободно менять местами во время боя. Также он в состоянии призвать одного из находящихся за пределами экрана бойцов для выполнения совместной атаки «помощь». По мере того, как персонажи наносят или получают урон, постепенно заполняется расположенная под очками здоровья «шкала гиперкомбо», которую пользователь затем расходует при использовании серии мощных ударов «гиперкомбо», «отскоков» — текущий противник отступает за пределы экрана, оставляя вместо себя одного из двух напарников, — и «комбинаций-кроссоверов» — все члены команды игрока одновременно применяют «гиперкомбо». Для победы в сражении пользователю необходимо полностью исчерпать шкалу жизни противника и победить всю вражескую команду или сохранить большее количество очков здоровья, чем он, после истечения таймера. Marvel vs. Capcom 3 — первая игра в серии, в которой используются трёхмерные модели бойцов вместо двухмерных спрайтов. Тем не менее, игровой процесс по-прежнему ограничен двумя измерениями, из-за чего файтинг является псевдотрёхмерным.
В отличие от Marvel vs. Capcom 2, в которой были четыре кнопки атаки — удары руками и ногами, отличающиеся по уровню силы, — в Marvel vs. Capcom 3 используется упрощённая система управления, смоделированная по образцу игрового процесса Tatsunoko vs. Capcom: Ultimate All-Stars: теперь за атаку отвечают три кнопки, а четвёртая позволяет подбросить оппонента в воздух, что открывает возможность «жонглировать» им до тех пор, пока тот не упадёт на землю. Игрок может объединять атаки разного уровня силы в комбо-удары и использовать специальные приёмы с задействованием джойстика. Для незнакомых с файтингами игроков в игре присутствует альтернативная система управления Simple Mode: в этом случае количество доступных комбинаций сокращается, поэтому пользователь использует специальные атаки и гиперкомбо путём нажатия одной кнопки.
В Marvel vs. Capcom 3 появилась новая механика X-Factor, которая на короткое время обеспечивает повышенный урон, скорость и восстановление здоровья персонажей, однако в течение сражения игрок может использовать её лишь единожды. Продолжительность и интенсивность X-Factor зависят от количества действующих в команде игрока бойцов: с каждым павшим персонажем сила и длительность X-Factor возрастают.

### Режимы
В Marvel vs. Capcom 3 есть несколько офлайн-режимов, в частности, Arcade Mode: в нём игрок сражается с управляемыми ИИ противниками, последним из которых является босс — суперзлодей из комиксов Marvel о Фантастической четвёрке Галактус. После завершения Arcade Mode открывается уникальное для каждого персонажа внутриигровое видео. Помимо этого, в игре присутствуют следующие офлайн-режимы: Versus Mode — локальные сражения между двумя игроками; Training Mode — игрок оттачивает свои навыки ведения боя, будучи в состоянии прибегнуть к специальным настройкам вроде мастерства ИИ; и Mission Mode — персонажи проходят специфические испытания, построенные вокруг выполнения игроком сложных комбо-ударов.
Разработчики добавили в Marvel vs. Capcom 3 многопользовательский режим с использованием служб Xbox Live и PlayStation Network; в них игрок проводит матчи с другими игроками по сети, чтобы повысить свой рейтинг и подняться в таблице лидеров, и матчи, которые не влияют на рейтинг, а также пребывает в лобби вместе с другими игроками — до 8 человек — и соревнуется с ними в формате «царь горы». Перед началом онлайн-поединка игроки могут ознакомиться с лицензионными картами друг друга — в них отражаются информация о стиле игры, внутриигровые очки и общее количество побед и поражений; также с их помощью пользователи могут видеть положительные и отрицательные стороны их стилей игры. В Shadow Battle игрок сражается с управляемыми искусственным интеллектом командами противников, имитирующих стиль игры разработчиков Capcom и известных игроков из сообщества файтингов.

### Персонажи
В Fate of Two Worlds появляются 36 персонажей, как новые, так и вернувшиеся из предыдущих проектов Marvel vs. Capcom. В качестве загружаемого контента также доступны два дополнительных бойца — Джилл Валентайн и Шума-Горат. По словам продюсера Ниицумы, представители Capcom и Marvel Comics в равной степени отвечали за подбор героев. Сотрудники издательства дали Ниицуме и его команде точные указания относительно дизайна их персонажей.
Marvel тесно сотрудничала с Capcom над сочинением диалогов между их персонажами и шутками, которыми те обменивались друг с другом. За написание реплик и сценария к финальным внутриигровым роликам героев отвечал автор комиксов Фрэнк Тьери. Сотрудники издательства предоставили Тьери библиотеку героев комиксов, чтобы тот мог использовать их в сюжете игры. Таким образом, в повествовании и концовках Arcade Mode эпизодически появляются некоторые неигровые персонажи из вселенных Marvel и Capcom, такие как члены Фантастической четвёрки, Призрачный гонщик, Сорвиголова, Мегамен Волнатт, Немезис и Феникс Райт.

## Разработка
Marvel vs. Capcom 3: Fate of Two Worlds — пятый проект серии Marvel vs. Capcom, анонс которого состоялся 20 апреля 2010 года во время пресс-шоу Capcom Captivate. Представители компании объявили, что игра находится в разработке с 2008 года; это стало возможным благодаря повторному приобретению лицензии на использование персонажей Marvel после периода юридических проблем, приостановивших выпуск новых частей на десятилетие. Руководитель разработки Tatsunoko vs. Capcom: Ultimate All-Stars Рёта Ниицума начал продюсировать этот проект, когда тот получил зелёный свет после «нескольких лет неослабевающего спроса фанатов». Ниицума заявил, что игра создавалась на MT Framework — игровом движке, который использовался в разработке Resident Evil 5 и Lost Planet 2.
Разработчики Marvel vs. Capcom 3 стремились максимизировать глубину игрового процесса и при этом минимизировать его сложность. По словам Ниицумы, он и его команда хотели создать проект, который бы понравился не только фанатам франшизы, но и тем пользователям, что не играли в файтинги серии, но при этом были знакомы с фигурировавшими в ней персонажами. На желание создателей привлечь к Fate of Two Worlds новых игроков также повлиял успех Marvel в кинематографе. Директор по производству Capcom Кэйдзи Инафунэ выразил интерес в расширении базы игроков по всему миру. В рамках реализации этого плана Capcom упростила боевую систему из предыдущих частей, которую различные обозреватели критиковали за сложность для игроков-новичков. Таким образом, количество кнопок ударов было сокращено до трёх и появился Simple Mode. Capcom не планировала выпускать игру на аркадных автоматах, как в случае с предыдущими частями франшизы, и сделала упор на создании консольных версий для PlayStation 3 и Xbox 360. Ниицума не исключал возможности портирования игры на Nintendo Wii, которое в конечном итоге не состоялось.
Сотрудники Marvel Comics тесно сотрудничали с командой дизайнеров Capcom, чтобы каждый персонаж их компании был изображён должным образом. В результате в игре использовались их последние дизайны из комиксов: например, Железный человек носит броню Экстремис, а Росомаха — разработанный Джоном Кассадеем костюм из Astonishing X-Men. Изначально разработчики хотели, чтобы персонажей озвучили на английском и японском языках, однако Ниицума отказался от этой идеи, так как считал, что разговаривающие по-японски герои Marvel не будут смотреться аутентично.

## Выпуск
В Северной Америке релиз Marvel vs. Capcom 3: Fate of Two Worlds для PlayStation 3 и Xbox 360 состоялся 15 февраля 2011 года, после чего 17 февраля игра вышла в Японии, а 18 февраля — в Европе. В комплекте со специальным изданием шли стилбук, комикс-пролог на 12 страницах авторства Фрэнка Тьери, месячная подписка на Marvel Digital Comics и код на активацию загружаемого контента — бойцов Джилл Валентайн и Шума-Гората.
Впоследствии Capcom добавила в игру новые костюмы для Рю, Тора, Данте, Железного человека, Криса Редфилда и Капитана Америки, которые стали доступны для приобретения 1 марта 2011 года в PlayStation Network и Xbox Live Marketplace. Следующее DLC получило название Shadow Battle.
После запуска игры в апреле 2011 года на рынке появилось большое количество товаров с тематикой Marvel vs. Capcom: оптовые продавцы одежды Mad Engine и Philcos продавали футболки и толстовки с рекламными изображениями Marvel vs. Capcom 3, Diamond Select Toys — минифигурки персонажей, Hollywood Collectibles — коллекционные статуэтки Акумы, Данте, Дэдпула, Доктора Дума, Рю и Росомахи. В 2012 году, после выхода Ultimate Marvel vs. Capcom 3, Udon Entertainment выпустила 200-страничный артбук под названием Marvel vs. Capcom: Official Complete Works с изображениями внутриигрового контента Marvel vs. Capcom и новыми работами художников комиксов.

## Восприятие
| Сводный рейтинг       | Сводный рейтинг            |
| Агрегатор             | Оценка                     |
| --------------------- | -------------------------- |
| GameRankings          | X360: 85,90 % PS3: 85,50 % |
| Metacritic            | X360: 85/100 PS3: 84/100   |
| Иноязычные издания    |                            |
| Издание               | Оценка                     |
| 1UP.com               | A−                         |
| Eurogamer             | 8/10                       |
| G4                    | 5/5                        |
| Game Informer         | 9,25/10                    |
| GamePro               | [ 42 ]                     |
| GameSpot              | 8,5/10                     |
| GameTrailers          | 9/10                       |
| IGN                   | 8,5/10                     |
| TeamXbox              | 9,2/10                     |
| Русскоязычные издания |                            |
| Издание               | Оценка                     |
| GameScope             | 8,7/10                     |

Marvel vs. Capcom 3: Fate of Two Worlds получила положительные отзывы критиков. На сайте-агрегаторе рецензий Metacritic версия для Xbox 360 получила 85 баллов из 100, а версия для PlayStation 3 — 84 из 100.
Рецензенты хвалили упрощённый, но продуманный игровой процесс и набор разнообразных персонажей. Максвелл Макджи из GameSpot назвал бои «интенсивными и захватывающими». Обозреватель также похвалил добавление Simple Mode, который, по его мнению, идеально подходит для новичков серии. В своей рецензии для IGN Ричард Джордж положительно оценил избавление от ненужных элементов в системе управления. Нейдел Крисан из 1UP.com похвалил уникальность боевых стилей персонажей, благодаря чему ему было интересно изучать доступный набор героев и их возможные комбинации. Брайан Лихи из G4 также похвалил разнообразие и сбалансированность персонажей и отметил, что, в отличие от Marvel vs. Capcom 2, в котором подавляющее большинство персонажей были «крайне слабы» по сравнению с избранными бойцами, почти каждый герой Marvel vs. Capcom 3 был приемлемым выбором.
В то же время критики сетовали на отсутствие разнообразия в игровых режимах и особенности многопользовательского режима. Джордж выразил своё разочарование относительно того, что разработчики не дополнили Marvel vs. Capcom 3 элементами, которые могли бы продлить поддержку игры. GameTrailers раскритиковал Arcade Mode за «не впечатляющие концовки в стиле PowerPoint» и отдал предпочтение внутриигровому видео из Street Fighter IV. Тим Тури из Game Informer также поставил в пример сетевой режим Street Fighter IV, который выглядел лучше на фоне аналогичного контента Fate of Two Worlds. Обозреватель Eurogamer Саймон Паркин указал на отсутствие «режима зрителя», назвав исключение возможности наблюдать за поединками серьёзным недостатком.
На выставке Electronic Entertainment Expo 2010 Marvel vs. Capcom 3 получила награду как «лучшая файтинг-игра» на Game Critics Awards. IGN, 1UP.com и X-Play / G4 также назвали её «лучшим файтингом E3».
В 2011 году Marvel vs. Capcom 3: Fate of Two Worlds получила номинацию на премию Spike Video Game Awards как «лучшая игра в жанре файтинга», но проиграла Mortal Kombat.
До выхода Marvel vs. Capcom 3 Capcom рассчитывала продать 2 млн копий игры по всему миру на обеих платформах. Игра достигла 2-го места в чарте продаж PlayStation 3 в Великобритании, уступив Call of Duty: Black Ops. 30 марта 2011 года компания объявила, что отгрузила более 2 млн копий Fate of Two Worlds за полтора месяца после её выхода. После этого Capcom назвала Marvel vs. Capcom 3 коммерчески успешным проектом. По состоянию на 2024 год было продано 2,20 миллиона копий оригинальной версии, а в случае с Ultimate Marvel vs. Capcom 3 — 3 млн копий, в результате чего совокупные продажи обеих версий достигли 5,20 млн копий.

## Наследие
В ноябре 2011 года для PlayStation 3 и Xbox 360 состоялся релиз обновлённой версии игры Marvel vs. Capcom 3 под названием Ultimate Marvel vs. Capcom 3. Позднее игра была портирована на PlayStation Vita, а в декабре 2016 года стало известно о её выпуске на PlayStation 4, Xbox One и ПК. Хотя обновление по большей части идентично оригиналу, изменению подверглись воздушные бои и механика X-Factor. Помимо всех персонажей из Fate of Two Worlds и DLC в ней были добавлены 12 новых бойцов; помимо вернувшегося из предыдущих проектов Marvel vs. Capcom Страйдера Хирю в игре появились: Доктор Стрэндж, Призрачный гонщик, Соколиный глаз, Железный Кулак, Нова, Енот Ракета, Файрбренд, Фрэнк Уэст, Немезис, Феникс Райт и Вергилий.
После выхода Ultimate Marvel vs. Capcom 3 для PlayStation Vita в 2012 году новая материнская компания Marvel The Walt Disney Company, которая приобрела её в 2009 году, не стала продлевать лицензию Capcom на персонажей Marvel и вместо этого решила поместить персонажей издательства в свою серию Disney Infinity. По этой причине в 2013 году Capcom отозвала Ultimate Marvel vs. Capcom 3 и Marvel vs. Capcom 2: New Age of Heroes из Xbox Live Arcade и PlayStation Network. Тем не менее, после закрытия франшизы Disney Infinity в 2016 году Capcom возобновила лицензию на использование персонажей Marvel. 3 декабря 2016 года во время мероприятия Sony PlayStation Experience состоялся анонс игры Marvel vs. Capcom: Infinite, которая вышла 19 сентября 2017 года на PlayStation 4, Xbox One и Microsoft Windows.